# Askorbinsyra
Askorbinsyra, mer känt som C-vitamin, är en organisk syra och antioxidant.
Askorbinsyra kan syntetiseras ur glukos av de flesta växter och djur. Människor, vissa apor, marsvin och några få andra djurarter har emellertid en enzymdefekt som gör att dessa saknar förmågan att producera eget C-vitamin. Istället måste då detta intas via kosten. Födoämnen som innehåller höga halter av C-vitamin är till exempel potatis, grönsaker, citrusfrukter, sura bär, paprika, nypon, svarta vinbär, röda vinbär, jordgubbar samt en del inälvsmat såsom lever och binjurar.
Askorbinsyra är värmekänslig. Vid den långvariga varmhållning och upprepade uppvärmning som kan förekomma då mat distribueras från centralkök, bryts efterhand askorbinsyran ned. Matens värde som C-vitaminkälla minskar då. C-vitaminhalten i livsmedelsprodukter kan också försämras efter att bäst före-datumet passerats, även om produkten ofta går att konsumera.
År 1937 fick Norman Haworth Nobelpriset i kemi för sitt arbete med att utreda askorbinsyrans struktur (det delades med Paul Karrer som fick pris för sitt arbete med vitaminer). Medicinpriset det året gick till Albert Szent-Györgyi för hans studier av askorbinsyrans biologiska funktioner.
Askorbinsyra är vattenlöslig. Salter och estrar av askorbinsyra får ändelsen -at och kallas askorbater.
Askorbinsyra finns i livsmedelsbutikers kryddhylla och en påse på 15 g motsvarar 200 dagsdoser á 75 mg. Som tillsats (antioxidationsmedel) i livsmedel har det E-nummer E 300.
Askorbinsyra namngavs på 1920-talet av Albert von Szent Györgyi och Norman Haworth som tog fasta på dess egenskap att motverka skörbjugg, eng. anti-scorbutic (scorbutic = något som har att göra med skörbjugg). Namnet Vitamin C är något äldre och härrör från en lista upprättad av Kazimierz Funk över näringsämnen, kallade vitaminer, som orsakade sjukdom hos människor som hade brist på dem. De fick sedan olika bokstäver som beteckning eftersom man inte visste deras struktur.

## Funktion i människokroppen
C-vitamin är nödvändigt för bland annat bindvävens ämnesomsättning. Det underlättar järnupptagningen i magen (överför metalljonerna till enzymerna). Dess benägenhet att oxideras ger askorbinsyran en antioxidativ effekt på andra ämnen i kroppen.
Rekommenderat dagligt intag (RDI) för vuxna är enligt svenska normer 75 mg/dag (85/100 mg för gravida/ammande). Det räcker dock med 10 mg/dag för att undvika skörbjugg. Se vidare RDI-tabell.
Lindrig brist kan ge blödningar i tandköttet (vilket kan leda till tandlossning), försämrad sårläkning, trötthet, muskelsvaghet, ökad risk för infektioner. Allvarlig brist av askorbinsyra ger skörbjugg.
Askorbinsyra är vattenlösligt, vilket gör att ett eventuellt överskott försvinner ur kroppen med urinen. Det finns exempel på att personer med benägenhet att bilda njursten får just njursten om de intar kroniskt stora mängder av askorbinsyra.
Forskning har inte kunnat visa något samband mellan att inta antioxidanter såsom askorbinsyra och minskad förekomst av sjukdom. Antioxidanter i piller och kapslar har inte visat sig ha positiva effekter, utan kan vara skadliga i höga doser. Askorbinsyra tycks dock ha en viss effekt på sjukdomsförloppet vid förkylning. 

### Användning i hudvård
C-vitamin har exploderat i popularitet och används idag i mängder av olika hudvårdsprodukter såsom i ansiktskrämer, masker och serum. Mängder av fördelar, med tveksamt vetenskapligt stöd, attribueras till C-vitamin, i form av askorbinsyra, i hudvård som t.ex.
- Skydda huden mot påverkan från solen [10], föroreningar och fria radikaler.
- Motverka pigmentering i huden som ex. ärrbildning och melasma.
- Sägs jämna till hudtonen.
- Sägs främja kollagenproduktionen m.m.

## Statistik avseende intag av C-vitamin i Sverige
I Riksmaten - 2010-11 (en undersökning av kostvanor i den svenska befolkningen genomförd av Livsmedelsverket mellan 2010 och 2011) var det rapporterade genomsnittliga intaget av C-vitamin per dag genom kosten (kosttillskott ej inräknade) 96 mg för kvinnor, 93 mg för män och 95 mg för hela vuxna befolkningsgruppen i undersökningen. I samma undersökning uppgav också 21 procent att de intog kosttillskott i någon form, varav 9 procent uppgav att de intog C-vitamin-preparat.

## Reaktion i livsmedel
Under våren 2006 fick allmänheten reda på att man upptäckt att en kemisk reaktion med en farlig produkt kan ske i livsmedel som innehåller askorbinsyra och natriumbensoat (E 211), typiskt läsk. När dessa två reagerar under värme med varandra bildas det mycket carcinogena ämnet bensen. Det förekommer dock mycket diskussion om huruvida de bensenhalter som uppstår i dessa reaktioner är relevanta ur risksynpunkt eller ej, eftersom inga mätbara mängder förekommer i många undersökta läsker och det finns andra, större bensenkällor såsom trafik.